# キャトル・デカピテイション
キャトル・デカピテイション (Cattle Decapitation) は、1996年にアメリカ合衆国、カリフォルニア州、サンディエゴで結成された、デスグラインドバンド。動物虐待や環境破壊への反対を歌詞のテーマにしており、メンバー全員（かつて在籍していた者も含め）がベジタリアンであることも特徴。

## メンバー

### 現在のメンバー
- Travis Ryan - ボーカル (1997年- )
- Josh Elmore - ギター (2001年- )
- Belisario Dimuzio - ギター (2018年- )
- Olivier Pinard - ベース (2018年- )
- David McGraw - ドラム (2007年- )

### 旧メンバー
- Scott Miller
- Gabe Serbian
- Dave Astor
- Michael Laughlin
- Troy Oftedal
- Derek Engemann

## ディスコグラフィー

### スタジオ・アルバム
- 1999年 Human Jerky
- 2000年 Homovore
- 2002年 To Serve Man
- 2004年 Humanure
- 2006年 Karma.Bloody.Karma
- 2009年 The Harvest Floor
- 2012年 Monolith of Inhumanity
- 2015年 The Anthropocene Extinction
- 2019年 Death Atlas
- 2023年 Terrasite

### ミニ・アルバム
- 2000年 ¡Decapitacion!

### デモ
- 1996年 Ten Torments of the Damned

### スプリット
- 2005年 with Caninus